# Johannes Meppen
Johannes Meppen OSA (Meppen, Alemanha, c.1440 — Alemanha, 15 de Novembro de 1496) foi um prelado católico romano que serviu como bispo auxiliar de Münster (1495–1496) e bispo auxiliar de Osnabrück (1477–1495).

## Biografia
Johannes Meppen foi ordenado sacerdote na Ordem de Santo Agostinho. No dia 24 de Janeiro de 1477, foi nomeado durante o papado de Sisto IV como Bispo Auxiliar de Osnabrück e Bispo Titular de Larissa, na Síria. A 9 de Fevereiro de 1477, foi consagrado bispo. No dia 24 de Janeiro de 1477, foi nomeado Bispo Auxiliar de Münster durante o papado de Nicolau V, onde serviu até à sua morte em 1469.